# العلاقات البيروية الكورية الجنوبية
العلاقات البيروفية الكورية الجنوبية هي العلاقات الثنائية التي تجمع بين بيرو وكوريا الجنوبية.

## مقارنة بين البلدين
هذه مقارنة عامة ومرجعية للدولتين:
| وجه المقارنة                                              | بيرو                                   | كوريا الجنوبية                                                          |
| --------------------------------------------------------- | -------------------------------------- | ----------------------------------------------------------------------- |
| المساحة (كم2)                                             | 1.29 مليون                             | 100.30 ألف                                                              |
| عدد السكان (نسمة)                                         | 32.16 مليون                            | 51.47 مليون                                                             |
| الكثافة السكانية (ن./كم²)                                 | 24.93                                  | 513.16                                                                  |
| العاصمة                                                   | ليما                                   | سول                                                                     |
| اللغة الرسمية                                             | اللغة الإسبانية، اللغة الأيمرية، كتشوا | اللغة الكورية                                                           |
| العملة                                                    | سول بيروفي جديد                        | وون كوري جنوبي                                                          |
| الناتج المحلي الإجمالي (بليون دولار)                      | 211.39 مليار                           | 1.53 تريليون                                                            |
| الناتج المحلي الإجمالي (تعادل القوة الشرائية) بليون دولار | 393.13 مليار                           | 1.75 تريليون                                                            |
| الناتج المحلي الإجمالي الاسمي للفرد دولار أمريكي          | 6.03 ألف                               | 27.22 ألف                                                               |
| الناتج المحلي الإجمالي للفرد دولار أمريكي                 | 11.99 ألف                              |                                                                         |
| مؤشر التنمية البشرية                                      | 0.740                                  | 0.901                                                                   |
| رمز المكالمات الدولي                                      | +51                                    | +82                                                                     |
| رمز الإنترنت                                              | .pe                                    | .kr                                                                     |
| المنطقة الزمنية                                           | توقيت بيرو، 00                         | توقيت كوريا الجنوبية، ت ع م+09:00، آسيا/سيول ‏، ت ع م+08:00، ت ع م+08:30 |

## منظمات دولية مشتركة
يشترك البلدان في عضوية مجموعة من المنظمات الدولية، منها:
| علم المنظمة | اسم المنظمة                                                | تاريخ انضمام بيرو | تاريخ انضمام كوريا الجنوبية |
| ----------- | ---------------------------------------------------------- | ----------------- | --------------------------- |
|             | مؤسسة التمويل الدولية                                      | 20 يوليو 1956     | 16 مارس 1964                |
|             | منظمة حظر الأسلحة الكيميائية                               | ?                 | ?                           |
|             | يونسكو                                                     | 21 نوفمبر 1946    | 14 يونيو 1950               |
|             | الأمم المتحدة                                              | 31 أكتوبر 1945    | 17 سبتمبر 1991              |
|             | وكالة ضمان الاستثمار متعدد الأطراف                         | 2 ديسمبر 1991     | 12 أبريل 1988               |
|             | المنظمة الهيدروغرافية الدولية                              | ?                 | ?                           |
|             | منظمة الشرطة الجنائية الدولية                              | ?                 | ?                           |
|             | البنك الدولي للإنشاء والتعمير                              | 31 ديسمبر 1945    | 26 أغسطس 1955               |
|             | العملية المشتركة للاتحاد الأفريقي والأمم المتحدة في دارفور | ?                 | ?                           |
|             | الاتحاد البريدي العالمي                                    | ?                 | ?                           |
|             | مؤسسة التنمية الدولية                                      | 30 أغسطس 1961     | 18 مايو 1961                |
|             | منظمة التجارة العالمية                                     | ?                 | ?                           |
|             | الفريق المعني برصد الأرض                                   | ?                 | ?                           |
|             | المركز الدولي لتسوية المنازعات الاستشارية                  | 8 سبتمبر 1993     | 23 مارس 1967                |
|             | منتدى التعاون الاقتصادي لدول آسيا والمحيط الهادئ           | 14 نوفمبر 1998    | 6 نوفمبر 1989               |

## وصلات خارجية
- موقع وزارة الخارجية الكورية الجنوبية